# Гуннгільд Конунгамодір
Гу́ннгільд Ко́нунгамодір (давньоскан. Gunnhildr konungamóðir, дос. «мати конунгів»; бл. 910 — бл. 980) — норвезька королева X століття.

## Життєпис
Стосовно походження існують дискусії. Низка дослідників виключає існування її як такої. Більшість відомостей про Гуннгільд міститься в ісландських королівських сагах. Згідно «Historia Norwegiæ» XII століття була донькою данського короля Горма Старого. Тому деякі історики кличують Гуннгільд як гормсдоттір. Згідно ісландських джерел була донькою Ецура Рило з Халогаланда (на кордоні з Фіннмарком). Її майбутній чоловік Ейрік Кривава Сокира, король Норвегії, знайшов її в «країні б'ярмів», де вона вчилася чаклунства у двох фінів. Втім сьогодні більшість дослідників вважають Гуннгільд донькою короля Данії, а шлюб з Ейріком розглядають як династичний.
Вона активно спряла чоловікові у встановленні єдиної влади над усією Норвегією, яка після смерті короля Гаральда I була розділена між Ейріком та його братами Бйорном, конунгом Вестфольда, Олафом, конунгом Вінгулмарка, Сігурдом. Усіх трьох чоловік Гуннгільди переміг у битві біля Тенсбергу, об'єднавши країну. В сагах описується її конфлікт з Егілем Скаллагрімссоном. Тінги (збори знаті) були невдоволені посиленням королівської влади. Вони закликали до Норвегії іншого брата короля — Гокона, що мешкав в Англії.
Чоловік Гуннгільди 934 року зазнав поразки й змушений був тікати до Оркнейських островів, де став конунгом. Гуннгільд разом з дітьми супроводжувала чоловіка. 948 року Ейрік захопив королівство Йорвік. Тут Гуннгільд разом з родиною можливо прийняла хрещення.
954 року Ейрік Кривава Сокира зазнав поразки в Нортумберленді, де загинув. Гуннгільд з дітьми повернулася на Оркнейські острови. Тут стала фактично господаркою володінь, її сини займалися переважно морськими походами. Згодом з дітьми Гуннгільд перебирається до Данії.
961 року її син Гаральд стає королем Норвегії, й Гуннгільд повертається до країни. Мала значний вплив на державні справи, ініціювала знищення місцевих правителів та напівнезалежних хевдінгів Сігурда Гоконсона, Трюггве Олафссона, гудреда Бйорнссона.
970 року, коли короля Гаральда II було вбито Гоконом Сігурдссоном, ярлом Хладіра, а влада, незважаючи на спротив Гуннгільд і її синів гудрода й Рагнфреда, над Норвегією перейшла до Гаральда I, короля Данії. Тому Гуннгільд з синами втекла до Оркнейських островів, де фактична влада належала синам Торфіна Турф-Ейнарссона. Згідно Саги про йомсвікінгів Гуннгільд близько 977 року повернулася до Данії, де була вбита близько 980 року.

## Родина
Чоловік — Ейрік Кривава Сокира, король Норвегії
Діти:
- Гамле (910—955)
- гуторм (д/н— до 960)
- Гаральд (д/н — 970), король Норвегії
- Рагнфред (д/н—після 970)
- Рагнхільда (д/н—984), дружина Арнфіна Торфінсона, ярла Оркні
- гудред (д/н—після 970)
- Сігурд